# بيلي كوش
بيلي كوش (بالإنجليزية: Billy Koch)‏ هو لاعب كرة قاعدة أمريكي، ولد في 14 ديسمبر 1974 في روكفيل سنتر في الولايات المتحدة.

## وصلات خارجية
- بيلي كوش على موقع دوري كرة القاعدة الرئيسي (الإنجليزية)
- بيلي كوش على موقعبيزبول رفرنس.كوم (الدوري الرئيسي) (الإنجليزية)
- بيلي كوش على موقعبيزبول رفرنس.كوم (الدوري الثانوي) (الإنجليزية)
- بيلي كوش على موقع إي إس بي إن.كوم (أم.أل.بي) (الإنجليزية)
- بيلي كوش على موقع مشجعي الرسوم البيانية (الإنجليزية)
- بيلي كوش على موقع أوليمبيديا (الإنجليزية)